# Liste des maires de Liffré
La liste des maires de Liffré présente la liste des maires de la commune française de Liffré, située dans le département d'Ille-et-Vilaine en région Bretagne.

## La mairie
La mairie actuelle a été édifiée à la fin du XIXe siècle d'après les plans de l'architecte A. Tiran réalisés en 1887.

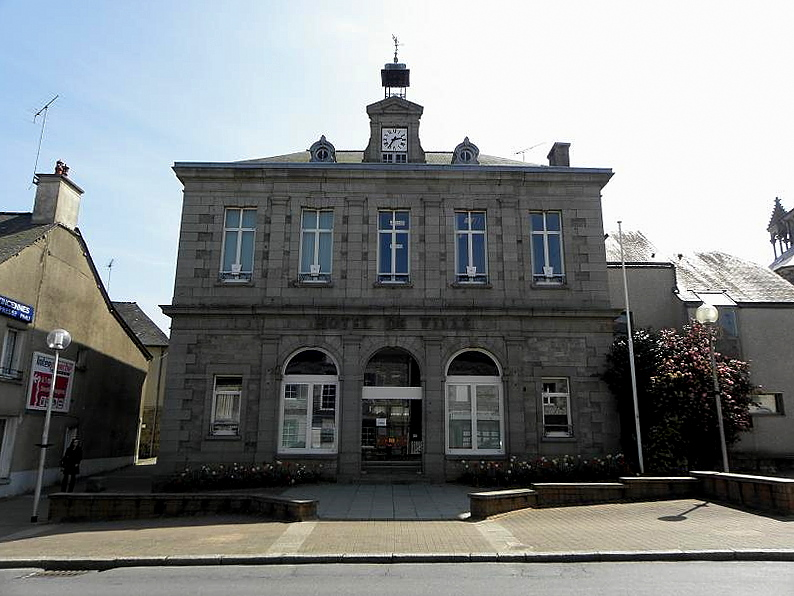
La mairie en 2011.

## Liste des maires

### Entre 1799 et 1945
| Période                                  | Période       | Identité                             | Étiquette          | Qualité |
| ---------------------------------------- | ------------- | ------------------------------------ | ------------------ | --- |
|                                          |               |                                      |                    | |
| 1799                                     | 1800          | Jean-Marie Lechevalier               |                    | Président de l'administration municipale.                                                                                   |
| 1800                                     | 1801          | Jacques Galopin                      |                    | Aubergiste. |
| 1801                                     | 1815          | René Le Moine                        |                    | Nommé juge de paix du canton de Liffré en 1815.                                                                             |
| 1815                                     | 1821          | Aubrée                               |                    | |
| 1821                                     | 1830          | Legendre                             |                    | |
| 1830                                     | 1848          | Jean Buffé.                          |                    | Chirurgien. |
| 1848                                     | 1865          | Victor Guézille                      |                    | Peintre doreur et maître d'hôtel.                                                                                           |
| 1865                                     | 1870          | François Depincé                     |                    | Médecin. |
| 1870                                     | 1874          | François Laumaillé                   |                    | Fendeur. |
| 1874                                     | 1877          | François Depincé                     |                    | Médecin. Révoqué par le gouvernement pour avoir voulu supprimer le traitement de l'instituteur-adjoint de l'école publique. |
| 1878 ,                                   | 1889          | Jules Delalande                      |                    | Huissier de justice. |
| 1894                                     | 1900          | Eugène Paye                          |                    | Officier de la Légion d'honneur.                                                                                            |
| 1900                                     | 1902          | François Laumailler                  | Républicain        | Marchand tailleur. |
| 1902                                     | 1906          | François Marie, dit Francis Guézille | Républicain        | Fils de Victor Guézille, maire en 1883. Négociant en épicerie Conseiller général de Liffré (1901 → 1908)                    |
| 1906                                     | mars 1913     | François Crespel                     |                    | Démissionnaire |
| mars 1913                                | mars 1917     | Godefroy-Marie Galaine               |                    | Docteur en médecine, médecin auxiliaire (adjudant) Officier d'Académie Décédé en fonction                                   |
| mars 1917                                | décembre 1919 | Victor Tanvet                        |                    | 1er adjoint faisant fonction de maire. Boulanger et marchand de grains.                                                     |
| décembre 1919                            | mai 1945      | Victor Besneux                       | Cartel des gauches | Horloger. Président du conseil d'arrondissement. Chevalier de la Légion d'honneur. Maire honoraire. Décédé en 1946.         |
| Les données manquantes sont à compléter. |               |                                      |                    | |

### Depuis 1945
| Période                                  | Période                   | Identité             | Étiquette         | Qualité |
| ---------------------------------------- | ------------------------- | -------------------- | ----------------- | --- |
| mai 1945                                 | ?                         | Pierre Dufeu         |                   | |
| ?                                        | 1947                      | Émile Planty         | SFIO              | Directeur d’école honoraire, ancien instituteur adjoint et chargé d'école Officier de l’Instruction publique. |
| novembre 1947                            | mars 1965                 | Jean Vincent         | UNR puis CNIP     | Agriculteur Conseiller général de Liffré (1961 → 1965) Chevalier du Mérite Agricole. |
| mars 1965                                | 26 mars 1971              | Jean Touffet         | DVD (Act. rurale) | Retraité |
| 26 mars 1971                             | 19 mars 1983              | Louis Lorant         | DVD               | Agriculteur Président du SIVOM du secteur de Liffré (1977 → 1983) Suppléant du député Jacques Cressard (1973 → 1978) |
| 19 mars 1983                             | 15 mars 2008              | Clément Théaudin     | PS                | Enseignant retraité, chargé de mission Député de la 1re circonscription d'Ille-et-Vilaine (1981 → 1986) Député d'Ille-et-Vilaine (1986 → 1988) Conseiller général de Liffré (1978 → 1992 puis 1998 → 2015) Vice-président du conseil général d'Ille-et-Vilaine (2004 → 2015) Président du SIVOM du secteur de Liffré (1989 → 1995 puis 1998 → 1999) Président de la CC du Pays de Liffré (2000 → 2008) |
| 15 mars 2008                             | 22 juin 2017              | Loïg Chesnais-Girard | PS                | Cadre bancaire Conseiller régional de Bretagne (2010 → ) Président du conseil régional de Bretagne (2017 → ) Président de Liffré-Cormier Communauté (2008 → 2020) Démissionnaire à la suite de son élection à la présidence du conseil régional de Bretagne |
| 23 septembre 2017                        | En cours (au 28 mai 2020) | Guillaume Bégué      | PS                | Chef d’entreprise 6e vice-président de Liffré-Cormier Communauté (2016 → 2020) 1er vice-président de Liffré-Cormier Communauté (2020 → ) Maire par intérim du 22 juin au 23 septembre 2017 Réélu pour le mandat 2020-2026 |
| Les données manquantes sont à compléter. |                           |                      |                   | |

## Biographies des maires

### Biographie du maire actuel
Guillaume Bégué (17 janvier 1978 - )
Dirigeant d'une entreprise du secteur des télécommunications et premier adjoint de Loïg Chesnais-Girard, il devient maire par intérim à la suite de l'élection de ce dernier à la présidence du conseil régional de Bretagne. Il est confirmé dans ses fonctions le 23 septembre 2017 quelques jours après l'élection municipale partielle qui a vu la victoire de la majorité sortante. Il est aussi vice-président de l'intercommunalité depuis 2016.
Le 15 mars 2020, il remporte les élections municipales en recueillant près de 73% des suffrages exprimés. Il est officiellement réélu le 28 mai de la même année lors du conseil municipal d'installation.

### Biographies des anciens maires

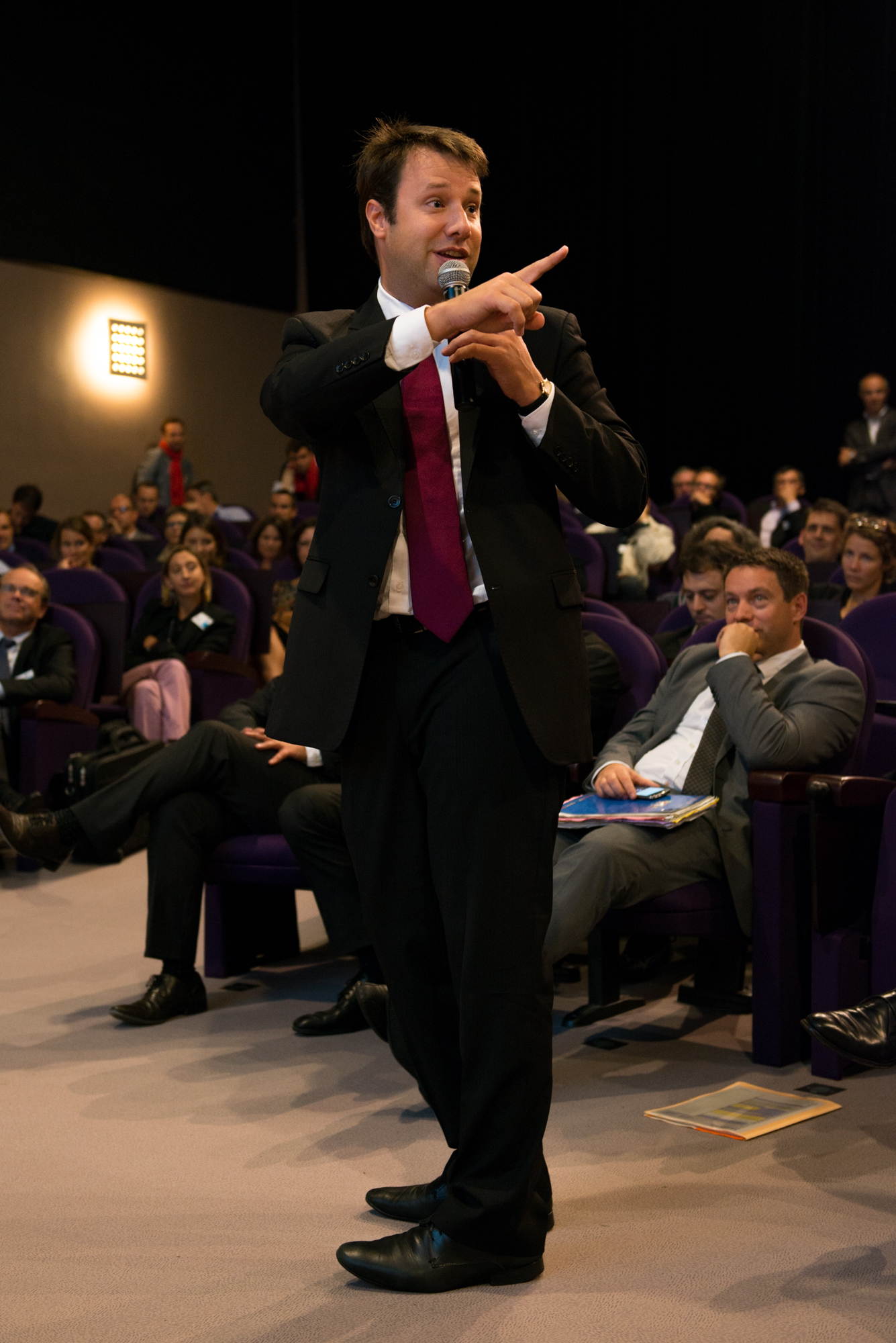
Loïg Chesnais-Girard, maire de 2008 à 2017

Loïg Chesnais-Girard (25 mars 1977 à Lannion - )
Cadre bancaire, il est élu maire de la commune et président de la communauté de communes du Pays de Liffré en mars 2008 après avoir été conseiller municipal et adjoint chargé de l'urbanisme et du développement économique sous les mandats de Clément Théaudin. Deux ans plus tard, il devient conseiller régional de Bretagne puis est désigné vice-président chargé de l'économie et de l'innovation à la suite de l'élection de Pierrick Massiot à la présidence de région.
En 2014, seul candidat aux élections municipales, il est réélu premier édile. Tête de liste départementale lors des régionales de 2015, il demeure conseiller régional et Jean-Yves Le Drian le nomme 1er vice-président chargé de l'économie, de l'innovation et de l'attractivité. Le 22 juin 2017, il accède à la présidence de la région Bretagne après la démission de Jean-Yves Le Drian, devenu ministre de l'Europe et des Affaires étrangères du gouvernement Édouard Philippe. De ce fait, afin de se mettre en conformité avec la loi sur le non-cumul, il est contraint de quitter ses fonctions de maire. Il reste cependant président de Liffré-Cormier Communauté.
Il quitte la présidence de l'intercommunalité en juillet 2020.
Clément Théaudin (1er novembre 1943 à Rennes - )
Instituteur et directeur d'école, il est candidat suppléant dans la première circonscription d'Ille-et-Vilaine lors des élections législatives de 1981. Edmond Hervé est élu mais doit céder son siège à la suite de sa nomination au gouvernement Mauroy : Clément Théaudin devient ainsi député. Tête de liste aux élections municipales de 1983, il bat au second tour le maire sortant divers droite Louis Lorant.
Candidat en troisième position sur la liste « Pour une majorité de progrès avec le président de la République » (Parti socialiste) lors des élections législatives de 1986, il fait partie des sept élus en Ille-et-Vilaine. En 1988, il est candidat dans la sixième circonscription (circonscription de Fougères) mais il est battu par Michel Cointat (RPR). L'année suivante, il est largement réélu maire de Liffré en remportant 57,38 % des voix.
Conseiller général du canton de Liffré à partir de 1979, il est battu au second tour des cantonales de 1992 par Francis Havard (UDF), maire-adjoint de La Bouëxière. Il est à nouveau reconduit dans ses fonctions de maire en 1995 et retrouve les bancs de l'assemblée départementale en 1998.
En 2000, il devient président de la communauté de communes du Pays de Liffré, intercommunalité nouvellement créée, puis l'année suivante, il est réélu maire pour un quatrième mandat. Après le basculement à gauche du conseil général, il est désigné vice-président chargé des finances, du patrimoine et de la communication. En mars 2008, il ne se représente pas à la mairie et cède son siège à Loïg Chesnais-Girard, candidat de la majorité socialiste sortante. Il quitte le conseil général en 2015 et par la même, la vie politique.
Louis Lorant (4 juillet 1923 à Liffré - 21 mai 2017 à Liffré)
Agriculteur de profession, il est né à La Pagerie. Élu maire en mars 1971, il succède à Jean Touffet, dont il était le premier adjoint sous la mandature précédente. Il est réélu en 1977 mais perd son siège six ans plus tard : arrivé en deuxième position au premier tour, derrière la liste PS-PCF mais devant une autre liste de droite, il est défait au second tour de scrutin en recueillant 48,97 % des suffrages (1 209 voix).
Il fut par aillers le suppléant du député UDR de la 1re circonscription d'Ille-et-Vilaine Jacques Cressard entre 1973 et 1978.
Jean Vincent (1903 - 4 octobre 1965 à Liffré)
Agriculteur, il est élu maire en novembre 1947. Reconduit dans ses fonctions en 1953 et 1959, il ne se représente pas lors des élections municipales de mars 1965. Succédant au maire de La Bouëxière Jean-Marie Pavy en tant que conseiller général du canton de Liffré, il demeure à ce poste jusqu'à son décès.

## Conseil municipal actuel
Les 29 sièges composant le conseil municipal de Liffré ont été pourvus lors du premier tour de l'élection municipale du 15 mars 2020. Actuellement, sa composition est la suivante :

## Résultats des élections municipales
Depuis le début des années 1980, Liffré vote traditionnellement à gauche et trois maires socialistes se sont succédé à la tête de la commune : Clément Théaudin, Loïg Chesnais-Girard et Guillaume Bégué.

### Élection municipale de 2020
À cause de la pandémie de Covid-19, les conseils municipaux d'installation (dans les communes pourvues au premier tour) n'ont pu avoir lieu dans les délais habituels. Un décret publié au JORF du 15 mai 2020 en a ainsi fixé la tenue entre les 23 et 28 mai. À Liffré, il a eu lieu le 28 mai 2020.
|                                          | Guillaume Bégué * | PS          | 1 757 | 72,81  | 25 | 9 |  |  |
| Liffré, partageons un avenir responsable |                   |             | 1 757 | 72,81  | 25 | 9 |  |  |
|                                          | Yannick Billioux  | DVD         | 656   | 27,18  | 4  | 1 |  |  |
| Un nouvel élan pour Liffré               |                   |             | 656   | 27,18  | 4  | 1 |  |  |
|                                          |                   |             |       |        |    |   |  |  |
| Inscrits                                 | Inscrits          | Inscrits    | 6 002 | 100,00 |    |   |  |  |
| Abstentions                              | Abstentions       | Abstentions | 3 515 | 58,56  |    |   |  |  |
| Votants                                  | Votants           | Votants     | 2 487 | 41,44  |    |   |  |  |
| Blancs                                   | Blancs            | Blancs      | 30    | 1,21   |    |   |  |  |
| Nuls                                     | Nuls              | Nuls        | 44    | 1,77   |    |   |  |  |
| Exprimés                                 | Exprimés          | Exprimés    | 2 413 | 97,02  |    |   |  |  |
| * Liste du maire sortant                 |                   |             |       |        |    |   |  |  |

### Élection municipale partielle de 2017
|                            | Guillaume Bégué     | PS          | 1 759 | 71,97  | 25 | 9 |  |  |
| Liffré, un projet citoyen  |                     |             | 1 759 | 71,97  | 25 | 9 |  |  |
|                            | Jean-Michel Debains | DVD         | 685   | 28,03  | 4  | 1 |  |  |
| Un nouvel élan pour Liffré |                     |             | 685   | 28,03  | 4  | 1 |  |  |
|                            |                     |             |       |        |    |   |  |  |
| Inscrits                   | Inscrits            | Inscrits    | 5 724 | 100,00 |    |   |  |  |
| Abstentions                | Abstentions         | Abstentions | 3 218 | 56,22  |    |   |  |  |
| Votants                    | Votants             | Votants     | 2 506 | 43,78  |    |   |  |  |
| Blancs                     | Blancs              | Blancs      | 26    | 1,04   |    |   |  |  |
| Nuls                       | Nuls                | Nuls        | 36    | 1,44   |    |   |  |  |
| Exprimés                   | Exprimés            | Exprimés    | 2 444 | 97,52  |    |   |  |  |

### Élection municipale de 2014
|                           | Loïg Chesnais-Girard * | PS             | 2 541 | 100,00 | 29 | 12 |  |  |
| Liffré, un projet citoyen |                        |                | 2 541 | 100,00 | 29 | 12 |  |  |
|                           |                        |                |       |        |    |    |  |  |
| Inscrits                  | Inscrits               | Inscrits       | 5 413 | 100,00 |    |    |  |  |
| Abstentions               | Abstentions            | Abstentions    | 2 297 | 42,43  |    |    |  |  |
| Votants                   | Votants                | Votants        | 3 116 | 57,57  |    |    |  |  |
| Blancs et nuls            | Blancs et nuls         | Blancs et nuls | 575   | 18,45  |    |    |  |  |
| Exprimés                  | Exprimés               | Exprimés       | 2 541 | 81,55  |    |    |  |  |
| * Liste du maire sortant  |                        |                |       |        |    |    |  |  |

### Élection municipale de 2008

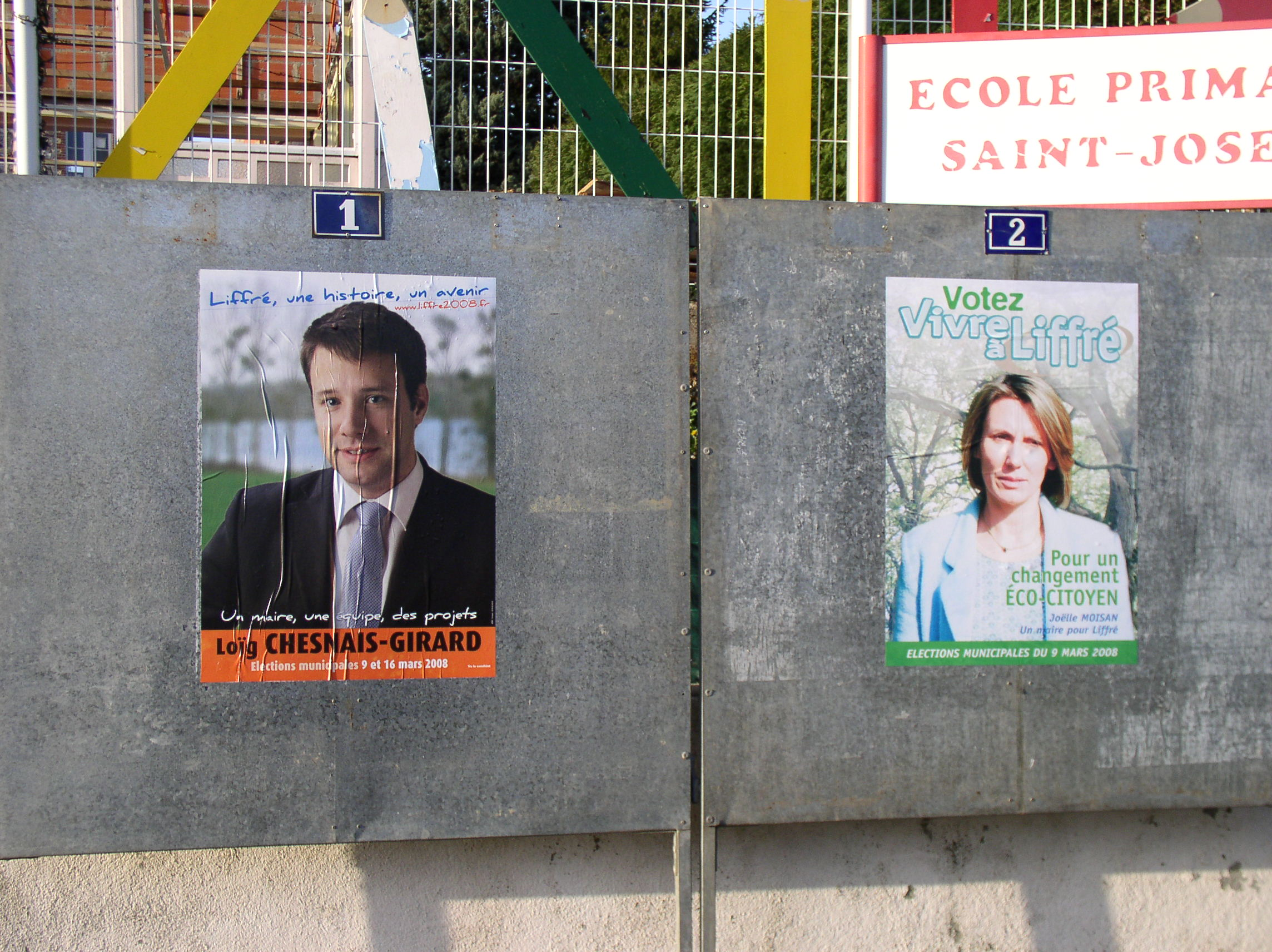
Elections municipales Liffré mars 2008

|                                 | Loïg Chesnais-Girard | PS             | 2 263 | 69,37  | 25 |  |  |  |
| Liffré, une histoire, un avenir |                      |                | 2 263 | 69,37  | 25 |  |  |  |
|                                 | Joëlle Moisan        | DVD            | 999   | 30,63  | 4  |  |  |  |
| Vivre à Liffré                  |                      |                | 999   | 30,63  | 4  |  |  |  |
|                                 |                      |                |       |        |    |  |  |  |
| Inscrits                        | Inscrits             | Inscrits       | 4 947 | 100,00 |    |  |  |  |
| Abstentions                     | Abstentions          | Abstentions    | 1 534 | 31,01  |    |  |  |  |
| Votants                         | Votants              | Votants        | 3 413 | 68,99  |    |  |  |  |
| Blancs ou nuls                  | Blancs ou nuls       | Blancs ou nuls | 151   | 4,42   |    |  |  |  |
| Exprimés                        | Exprimés             | Exprimés       | 3 262 | 95,58  |    |  |  |  |

### Élection municipale de 2001
|                                                      | Clément Théaudin * | PS             | 1 572 | 51,63  | 22 |  |  |  |
| Liffré, un avenir dynamique, harmonieux et solidaire |                    |                | 1 572 | 51,63  | 22 |  |  |  |
|                                                      | Éric Moisan        | DVD            | 879   | 28,87  | 4  |  |  |  |
| Vivre à Liffré                                       |                    |                | 879   | 28,87  | 4  |  |  |  |
|                                                      | Catherine Rogue    | DVD            | 594   | 19,51  | 3  |  |  |  |
| Construire Liffré ensemble                           |                    |                | 594   | 19,51  | 3  |  |  |  |
|                                                      |                    |                |       |        |    |  |  |  |
| Inscrits                                             | Inscrits           | Inscrits       | 4 379 | 100,00 |    |  |  |  |
| Abstentions                                          | Abstentions        | Abstentions    | 1 196 | 27,31  |    |  |  |  |
| Votants                                              | Votants            | Votants        | 3 183 | 72,69  |    |  |  |  |
| Blancs ou nuls                                       | Blancs ou nuls     | Blancs ou nuls | 138   | 4,34   |    |  |  |  |
| Exprimés                                             | Exprimés           | Exprimés       | 3 045 | 95,66  |    |  |  |  |
| * Liste du maire sortant                             |                    |                |       |        |    |  |  |  |

### Élection municipale de 1995
|                               | Clément Théaudin * | PS             | 1 556 | 51,35  | 22 |  |  |  |
| Liffré ensemble passionnément |                    |                | 1 556 | 51,35  | 22 |  |  |  |
|                               | Catherine Rogue    | DVD            | 1 474 | 48,65  | 7  |  |  |  |
| Construire Liffré ensemble    |                    |                | 1 474 | 48,65  | 7  |  |  |  |
|                               |                    |                |       |        |    |  |  |  |
| Inscrits                      | Inscrits           | Inscrits       | 4 043 | 100,00 |    |  |  |  |
| Abstentions                   | Abstentions        | Abstentions    | 868   | 21,47  |    |  |  |  |
| Votants                       | Votants            | Votants        | 3 175 | 78,53  |    |  |  |  |
| Blancs ou nuls                | Blancs ou nuls     | Blancs ou nuls | 145   | 3,59   |    |  |  |  |
| Exprimés                      | Exprimés           | Exprimés       | 3 030 | 74,94  |    |  |  |  |
| * Liste du maire sortant      |                    |                |       |        |    |  |  |  |

### Élection municipale de 1989
|                                   | Clément Théaudin * | PS          | 1 605 | 57,38  | 23 |  |  |  |
| Liffré gagne, continuons ensemble |                    |             | 1 605 | 57,38  | 23 |  |  |  |
|                                   | Adrien Hillion     | DVD         | 1 162 | 42,62  | 6  |  |  |  |
| Une équipe pour Liffré demain     |                    |             | 1 162 | 42,62  | 6  |  |  |  |
|                                   |                    |             |       |        |    |  |  |  |
| Inscrits                          | Inscrits           | Inscrits    | 3 439 | 100,00 |    |  |  |  |
| Abstentions                       | Abstentions        | Abstentions | 525   | 15,27  |    |  |  |  |
| Votants                           | Votants            | Votants     | 2 914 | 84,73  |    |  |  |  |
| Nuls                              | Nuls               | Nuls        | 117   | 3,40   |    |  |  |  |
| Exprimés                          | Exprimés           | Exprimés    | 2 797 | 81,33  |    |  |  |  |
| * Liste du maire sortant          |                    |             |       |        |    |  |  |  |

### Élection municipale de 1983
| Tête de liste                                         | Tête de liste    | Liste       | Premier tour | Premier tour | Second tour | Second tour | Sièges | Sièges |
| Tête de liste                                         | Tête de liste    | Liste       | Voix         | %            | Voix        | %           | CM     |        |
| ----------------------------------------------------- | ---------------- | ----------- | ------------ | ------------ | ----------- | ----------- | ------ | ------ |
|                                                       | Clément Théaudin | PS-PCF      | 1 082        | 45,44        | 1 260       | 51,03       | 21     |        |
| Mieux vivre ensemble à Liffré                         |                  |             | 1 082        | 45,44        | 1 260       | 51,03       | 21     |        |
|                                                       | Louis Lorant *   | DVD         | 942          | 39,56        | 1 209       | 48,97       | 6      |        |
| Ensemble continuons le développement de notre commune |                  |             | 942          | 39,56        | 1 209       | 48,97       | 6      |        |
|                                                       | Jean Vincent     | DVD         | 357          | 14,99        |             |             |        |        |
| Union pour Liffré                                     |                  |             | 357          | 14,99        |             |             |        |        |
|                                                       |                  |             |              |              |             |             |        |        |
| Inscrits                                              | Inscrits         | Inscrits    | 2 788        | 100,00       | 2 788       | 100,00      |        |        |
| Abstentions                                           | Abstentions      | Abstentions | 314          | 11,26        | 249         | 8,93        |        |        |
| Votants                                               | Votants          | Votants     | 2 474        | 88,74        | 2 539       | 91,07       |        |        |
| Nuls                                                  | Nuls             | Nuls        | 93           | 3,33         | 70          | 2,51        |        |        |
| Exprimés                                              | Exprimés         | Exprimés    | 2 381        | 85,40        | 2 469       | 88,56       |        |        |
| * Liste du maire sortant                              |                  |             |              |              |             |             |        |        |